# 12787 Абетадасі
12787 Абетадаші (1995 SR3, 1944 QH, 1978 QM2, 1997 AU22, 12787 Abetadashi) — астероїд головного поясу, відкритий 20 вересня 1995 року.
Тіссеранів параметр щодо Юпітера — 3,594.